# Игрунка Жоффруа
Игрунка Жоффруа (лат. Callithrix geoffroyi) — примат из семейства игрунковых. Ранее считался подвидом обыкновенной игрунки (Callithrix jacchus), в 1988 году был поднят до ранга вида. Эндемик Бразилии

## Описание
Щёки, лоб и горло белые, резко контрастируют с длинными пучками волос вокруг ушей. Кожа на морде от коричневого до чёрного цвета. Шерсть на туловище серовато-чёрная, сверху с жёлто-оранжевыми, снизу с коричневыми участками. Хвост длинный, чёрный, со светлыми крапинами. Детёныши не имеют пучков шерсти на голове, кроме того, их расцветка отличается от расцветки взрослых особей. Они начинают приобретать взрослую расцветку в возрасте 5 месяцев. Пучки шерсти на голове начинают отрастать с двухнедельного возраста. Как и остальные игрунки, обладают резцами, способными прогрызать кору деревьев в поисках съедобных соков. Длина тела около 20 см, длина хвоста около 29 см. Вес самцов от 230 до 250 г, вес самок в среднем 190 г.

## Распространение
Встречаются в юго-восточной Бразилии в штате Эспириту-Санту и в покрытой лесом восточной и северо-восточной частях штата Минас-Жерайс. На севере ареал ограничен реками Арасуай и Жекитиньюнья, на юге доходят до границы штатов Эспириту-Санту и Рио-де-Жанейро. Популяция к югу от Жекитиньюньи происходит от животных, выпущенных на волю в 1975 году. На территории муниципалитета Каэте вдоль реки Риу-Пирасикаба обитает популяция гибридов Callithrix penicillata x Callithrix geoffroyi.

## Поведение
Дневные древесные животные. Образуют семейные группы от 8 до 10 особей. Во время сезона дождей тратят 32,1 % всего времени на отдых, 21 % на приём пищи, 20 % на передвижение, 14 % на поиск пищи, 13 % на прогрызание коры в поисках древесных соков и 3 % на социальную активность, такую как игры, груминг, вокализацию и помечание территории. Во время сухого сезона время отдыха сокращается до 17,8 %, время поиска пищи увеличивается до 20,6 %. Эти приматы следуют за отрядами муравьёв-легионеров для того, чтобы поймать насекомых, спугнутых муравьями.
Всеядны. В рационе преимущественно фрукты, насекомые и древесные соки. Дополнением к рациону служат цветы, нектар, лягушки, улитки, ящерицы и пауки.
В каждой группе есть доминантная пара самец-самка. Только доминантная пара приносит потомство. Течный цикл длится от 14 до 21 дня. Беременность длится от 140 до 148 дней. Продолжительность родов около одного часа. В помёте чаще всего двое детёнышей, иногда также один или три. Первая течка происходит от 2 до 14 дней после родов. Детёныши питаются молоком матери до достижения 5 или 6-месячного возраста. Половой зрелости достигают в возрасте от 15 до 18 месяцев. О молодняке заботятся все члены группы.

## Статус популяции
Международный союз охраны природы присвоил этому виду охранный статус «Вызывает наименьшие опасения», так как популяция сравнительно многочисленна, ареал обширен и включает несколько природоохранных зон. До 2008 года вид обладал охранным статусом «Уязвимый». Плотность популяции по разным оценкам составляет от 1,81 до 10,5 групп на км².